# Меджитлия
Меджитлия (на македонска литературна норма: Меџитлија) е село в община Битоля на Северна Македония.

## География
Селото се намира на 585 m надморска височина, в областта Пелагония, на 13 km южно от Битоля, непосредствено до границата с Гърция. Край селото е граничният контролно-пропускателен пункт Меджитлия - Ники (Негочани), чрез който се свързват Северна Македония и Гърция.

## История
Името на селото произлиза от личното име Меджит или от жълтия цвят на почвата на селото, дължащ се на богатата на желязо минерална вода. Изворите в селото се използват за бутилиране на минерална вода. Според Йован Трифуновски старото име на селото е Могилица.
В XIX век Меджитлия е село в Битолска кааза на Османската империя. Според статистиката на Васил Кънчов („Македония. Етнография и статистика“) от 1900 година Меджитли има 500 жители, всички турци.
На Етнографската карта на Битолския вилает на Картографския институт в София от 1901 година Могилица е чисто албанско село в Битолската каза на Битолския санджак с 40 къщи. Същевременно Меджитли е чисто турско село в Битолската каза на Битолския санджак със 106 къщи.
Според Димитър Гаджанов в 1916 година в Меджитли живеят 2400 турци.
В 1953 година селото има 680 жители. От средата на петдесетте години турците интензивно се изселват в Турция, а на тяхно място се заселват албанци – най-много от селото Кишава. По-късно емиграцията върви към Битоля, Австралия и САЩ. В 1961 година селото има 221 жители. Според преброяването от 2002 година селото има 155 жители, самоопределили се както следва:
| Националност     | Всичко |
| северномакедонци | 1      |
| албанци          | 154    |
| турци            | 0      |
| роми             | 0      |
| власи            | 0      |
| сърби            | 0      |
| бошняци          | 0      |
| други            | 0      |

В 2008 година селото има 137 жители.
В селото има голяма джамия.

## Личности
Починали в Меджитлия
- Петър Колев Беров (Боров), български военен деец, капитан, загинал през Първата световна война[8]